# Camptocladius anomalus
Camptocladius anomalus är en tvåvingeart som först beskrevs av Jean-Jacques Kieffer 1911.  Camptocladius anomalus ingår i släktet Camptocladius och familjen fjädermyggor. Inga underarter finns listade i Catalogue of Life.